# Daspletosaurus torosus
Daspletosaurus torosus („Strašlivý ještěr“) byl rod velkého dravého dinosaura (teropoda), který žil v období svrchní křídy na území západu Severní Ameriky (kanadská provincie Alberta, geologické souvrství Dinosaur Park a souvrství Oldman).

## Paleobiologie

Velikost Daspletosaurus torosus v porovnání s člověkem

Daspletosaurus byl ve své době nepochybně dominantním predátorem. Dosahoval délky v rozmezí 8 až 9 metrů a mohl vážit asi 2,5 tuny, největší exempláře (CMN 8506) dokonce až v rozmezí 3844 a 4052 kg. Největší jedinci také mohli dosáhnout délky až 11 metrů. Lebka dosahovala délky i mírně přes 1 metr a byla charakteristicky mohutně stavěná. Přední končetiny byly drobné, zakrnělé. Zadní byly naopak poměrně silné a mohutné, umožňovaly tomuto dravci poměrně rychlý pohyb.
Daspletosaurus žil v pozdním období kampánu (asi před 77 až 73 miliony let), spolu s dalším tyranosauridem albertosaurem, který byl menší a lehčeji stavěný. Dalšími druhy tohoto rodu byly Daspletosaurus horneri, formálně popsaný v roce 2017 a Daspletosaurus wilsoni, popsaný v roce 2022.

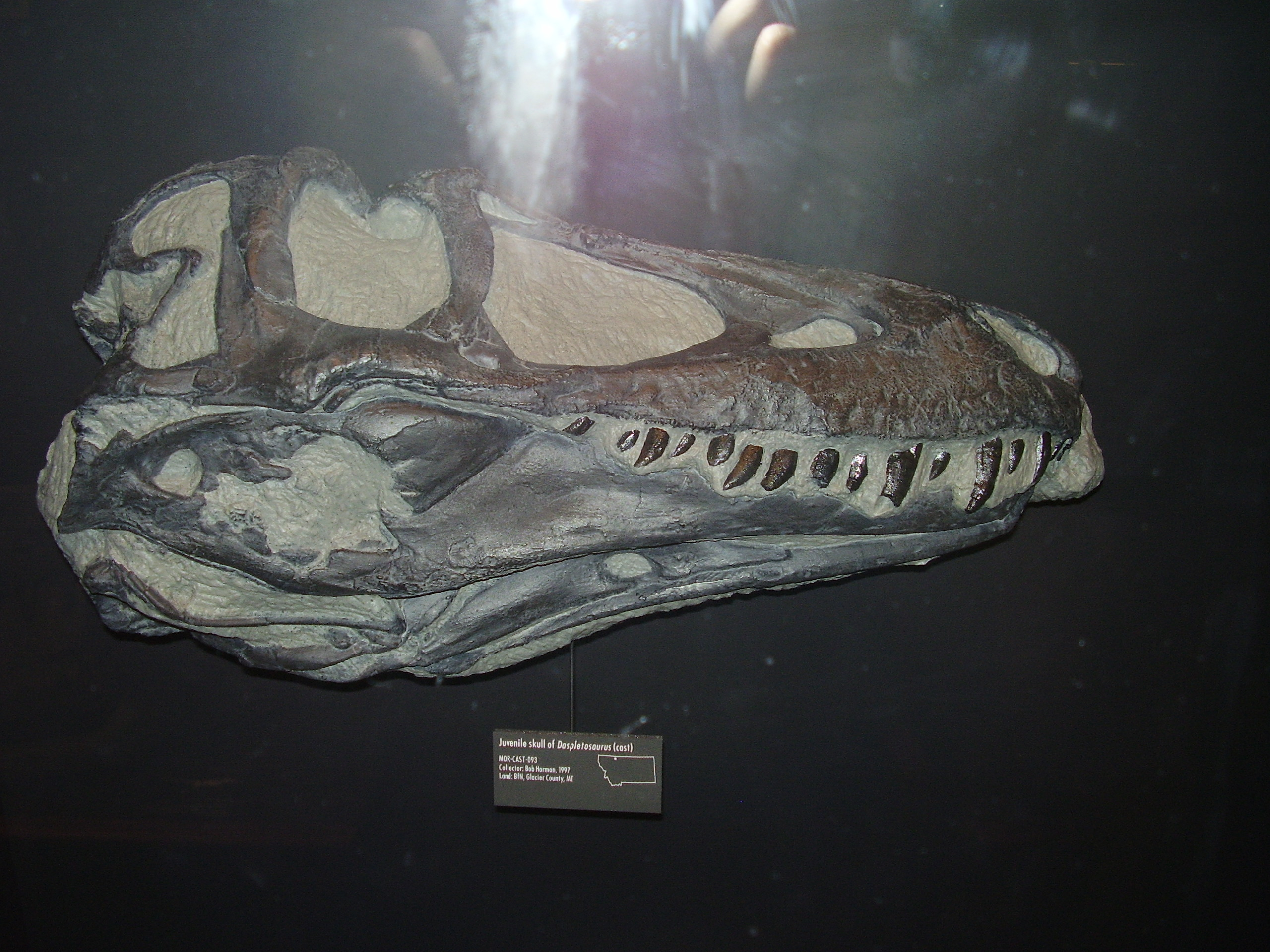
Lebka juvenilního (nedospělého) daspletosaura, expozice Museum of the Rockies.

Blízce příbuzným taxonem tyranosauridního teropoda byl například druh Teratophoneus curriei známý z geologického souvrství Kaiparowits.

## Potrava
Daspletosaurus zřejmě lovil a pojídal zejména zástupce hadrosauridních a ceratopsidních dinosaurů. Byl však nejspíš potravním oportunistou, který se dokázal příležitostně přiživovat i na mršinách nebo lovit menší teropodní a ornitopodní dinosaury.

## Kanibalismus
Výzkumy z Kanady prokázaly, že tito velcí teropodi byli agresivní a útočili na sebe navzájem. Zřejmě byli i příležitostní kanibalové, pojídající zástupce vlastního druhu. Potvrdily to početné rýhy zubů daspletosaurů na kostech jiných daspletosaurů. V některých případech se zranění ještě zhojila, v jiných již šlo o konzumaci mrtvého zvířete.

## Systematika
Vývojové vztahy a průběh evoluce u daspletosaura a dalších tyranosauridů je nicméně stále otevřenou otázkou, do značné míry závislou na podobě výzkumu a množství i kvalitě vstupních informací pro fylogenetické analýzy.